# Voyager (vesmírná stanice)

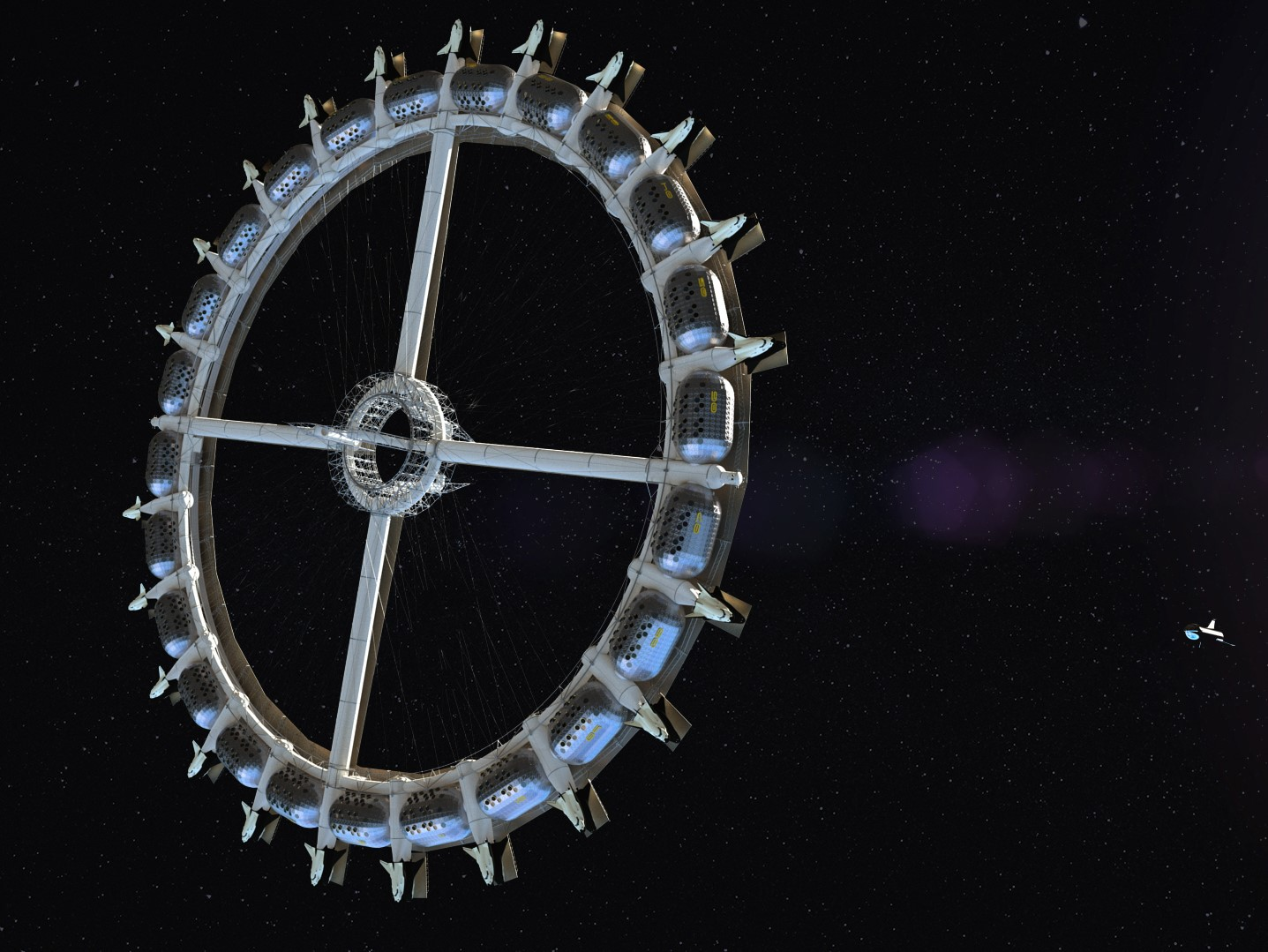
Počítačová vizualizace stanice Voyager.

Voyager je plánovaná vesmírná stanice od společnosti Above: Space Development Corporation, která se stane prvním komerčním vesmírným hotelem. Její výstavba je plánovaná mezi roky 2026–2027.
Stanici bude tvořit tubus, sestavený z 24 obytných modulů s celkovou plochou 50 000 m², který svou rotací (1,2 otáčky za minutu) bude pomocí odstředivé síly vytvářet umělou gravitaci o hodnotě 1⁄6 G, což je přibližně stejná přitažlivá síla jako na povrchu Měsíce. Jeho průměr bude činit 200 m, čímž se Voyager stane největším umělým objektem ve vesmíru (v současnosti je to ISS, 109 m). Zemi bude obíhat ve výšce 500–550 km na polární oběžné dráze se sklonem 97° vůči rovníku.
Stavbu bude mít na starosti společnost Above: Space Development Corporation. Celkové náklady se odhadují na "desítky miliard" amerických dolarů. Navrhuje se, že by ji po dokončení mohla obsluhovat Starship společnosti SpaceX a využila se pro dopravování klientů. Celková kapacita stanice bude 280 hostů a 112 členů posádky. Náklady na cestu pro jednu osobu nebyly oficiálně zveřejněny, ale podle některých odhadů by se cena mohlo pohybovat okolo 5 milionů dolarů. Navíc každý návštěvník bude muset před cestou absolvovat bezpečnostním a fyzické školení. Dřívější termín dokončení byl stanoven na rok 2025, ale kvůli pandemii covidu-19 se posunul na rok 2027.
Původně měl být název stanice Von Braun, podle německého konstruktéra raket Wernera von Brauna, který v roce 1952 představil návrh rotující stanice vytvářející umělou gravitaci. Jeho raketa Saturn V sice v 60. letech dopravila dvanáct Američanů na povrch Měsíce, ale během 2. světové války vyvíjel rakety V-2, kterými Nacistické Německo bombardovalo vojenské a civilní cíle v Belgii a Velké Británii. Kvůli této kontroverzi byl projekt přejmenován.

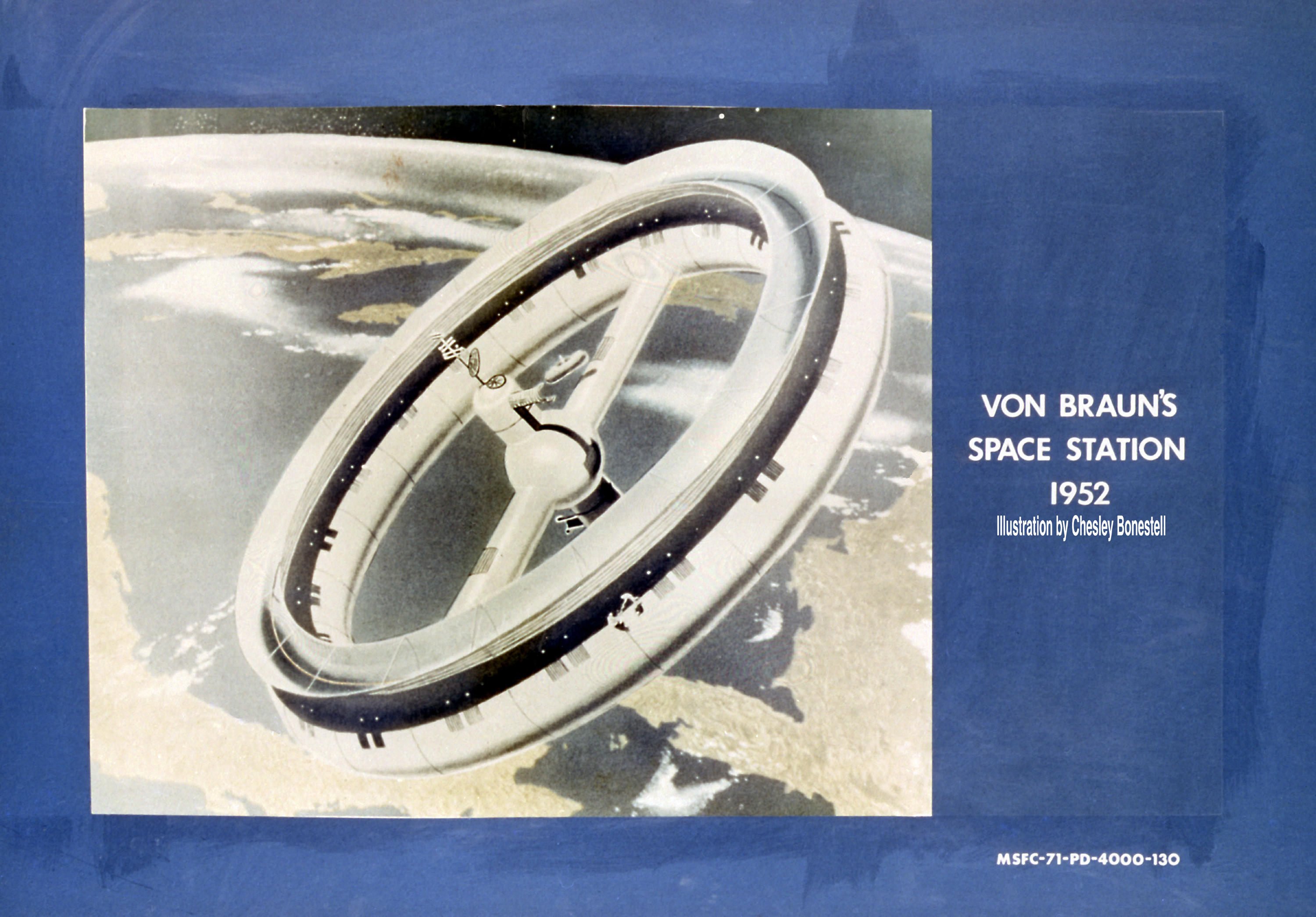
Umělá představa rotující vesmírné stanice podle návrhu Wernera von Brauna z roku 1952.
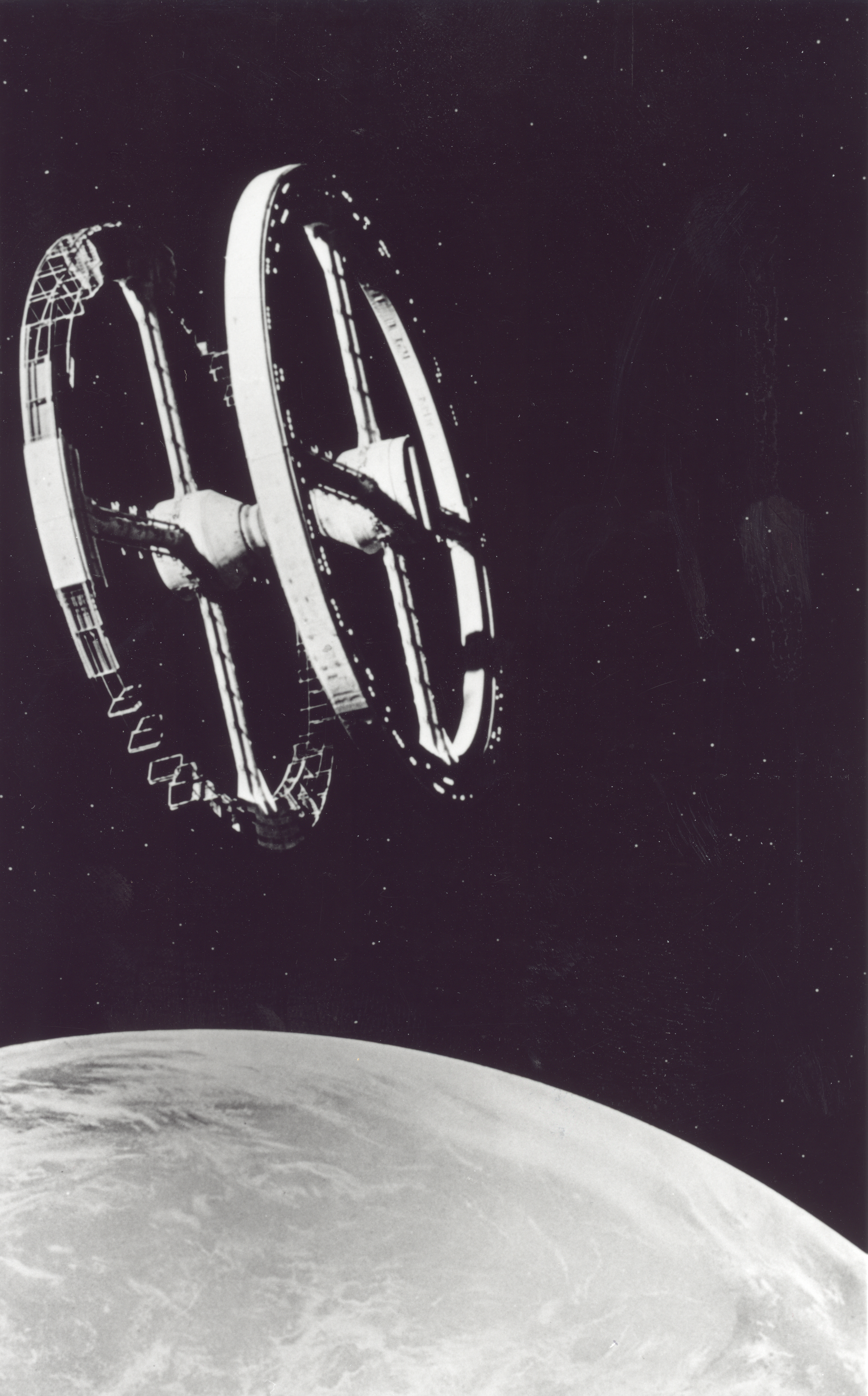
Vesmírná stanice ve filmu 2001: Vesmírná odysea (1968).